# Шерман (Илиноис)
Шерман (енгл. Sherman) град је у америчкој савезној држави Илиноис.

## Демографија
По попису из 2010. године број становника је 4.148, што је 1.277 (44,5%) становника више него 2000. године.
| Група             | 2000.         | 2010.         |
| Белци             | 2.792 (97,2%) | 4.006 (96,6%) |
| Афроамериканци    | 9 (0,3%)      | 22 (0,5%)     |
| Азијати           | 29 (1,0%)     | 41 (1,0%)     |
| Хиспаноамериканци | 15 (0,5%)     | 33 (0,8%)     |
| Укупно            | 2.871         | 4.148         |